# Aamulehti

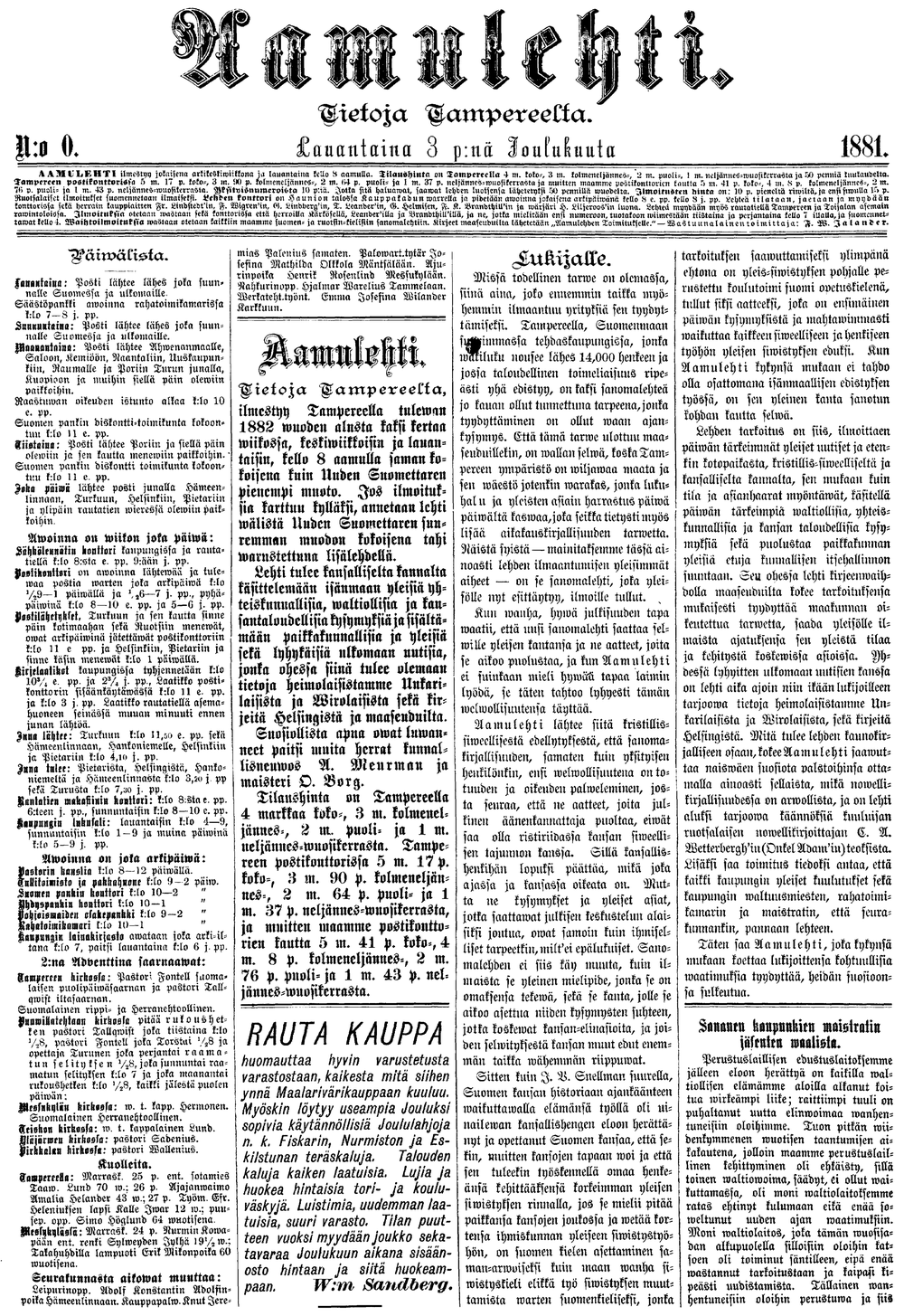
Titelseite der ersten Ausgabe

Aamulehti („Morgenblatt“) ist eine finnische Tageszeitung. Sie erscheint in Tampere.
Mit einer durchschnittlichen Auflage von 105.730 Exemplaren (Stand: 2017) ist das Aamulehti heute nach den Helsingin Sanomat die meistgelesene Tageszeitung Finnlands.
Die erste Ausgabe des Aamulehti erschien am 3. Dezember 1881. Das Blatt machte es sich zur Aufgabe, „die Stellung des finnischen Volkes und der finnischen Sprache zu verbessern“. Der zeitungseigene Verlag fusionierte 1998 mit dem Privatfernsehsender MTV3 zum Konzern Alma Media, der heute neben SanomaWSOY einer der beiden marktbeherrschenden Medienkonzerne ist. Das Aamulehti war bis 1992 per Satzung der konservativen Nationalen Sammlungspartei verbunden, versteht sich aber heute als über- und unparteiliche Zeitung. Der verantwortliche Chefredakteur ist seit 2010 Jouko Jokinen, der Matti Apunen (2000–2010) ablöste; der Redaktionssitz befindet sich seit 2001 auf dem ehemaligen Gelände der Textilfabrik Finlayson.